# Tabere rusești de filtrare pentru ucraineni
     înregistrare
     interogatoriu secundar
     detenție
     reținere

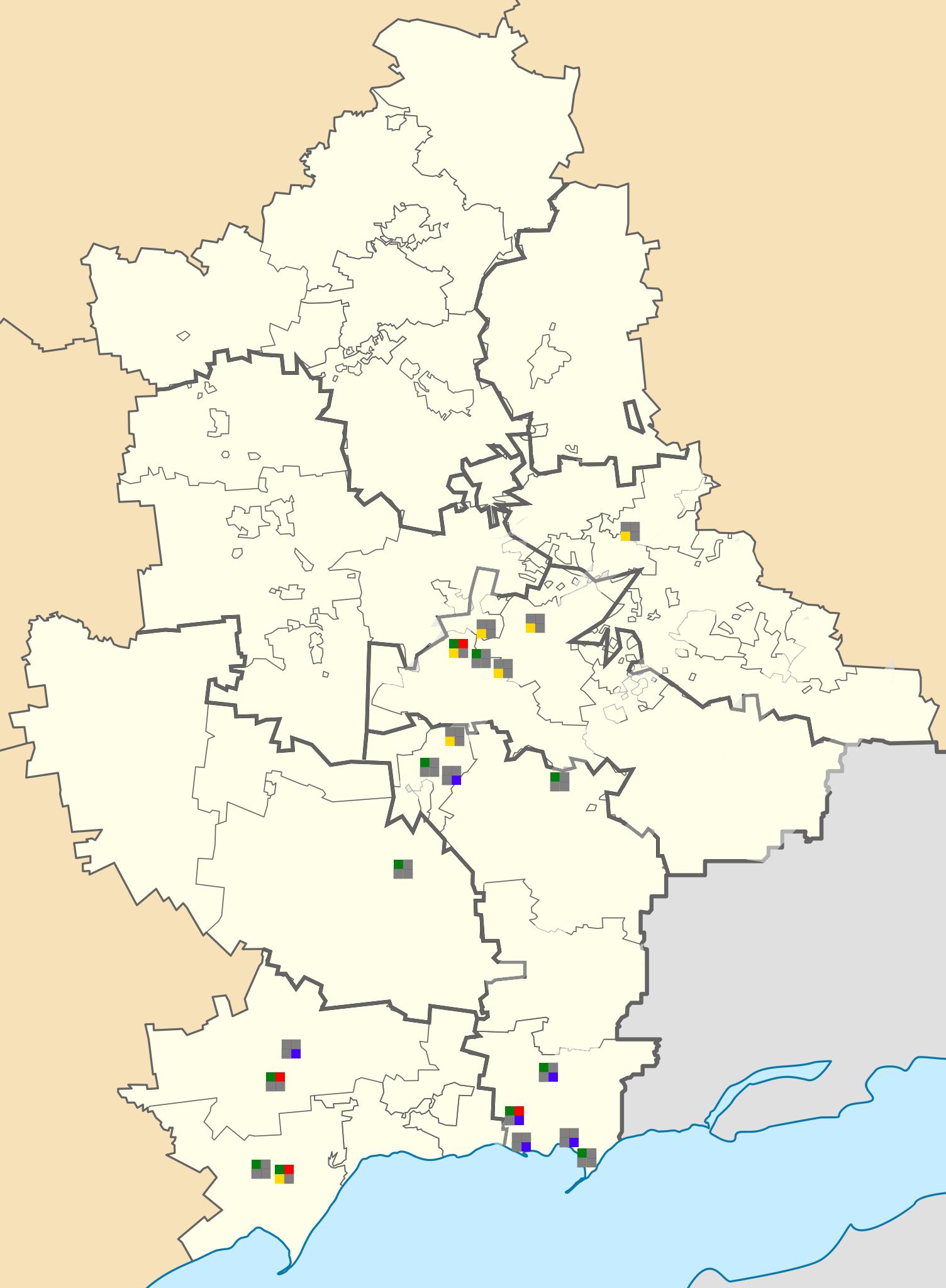
Harta a 20 de tabere rusești de filtrare din regiunea Donețk a Ucrainei, date conform Conflict Observatory și cercetătorilor de la Universitatea Yale. Codificare color a tipurilor de tabere:
înregistrare
interogatoriu secundar
detenție
reținere

Taberele de filtrare, denumite și lagăre de concentrare, sunt tabere folosite de forțele rusești în timpul invaziei rusești a Ucrainei pentru a înregistra, interoga și reține cetățeni ucraineni în regiunile aflate sub ocupație rusească înainte de a-i transfera în Rusia, uneori ca parte a transferurilor forțate de populație. Persoanele reținute în taberele de filtrare sunt supuse unui sistem de verificări de securitate și colectare de date personale. Deținuții sunt supuși torturii pe scară largă, uciderilor, violurilor, înfometării și altor încălcări grave ale drepturilor omului.
Numărul cetățenilor ucraineni relocați în Rusia nu poate fi verificat independent. Potrivit guvernului ucrainean, aproximativ 1,6 milioane de ucraineni au fost relocați forțat în Rusia, dintre care aproximativ 250.000 fiind copii. Guvernul rus neagă că ar fi îndepărtat forțat ucraineni în Rusia și numește deportările „evacuare”.
Conform unui plan de ocupație rusesc care a fost făcut public, „filtrarea” urma să reprezinte fundamentul strategiei lor de contrainsurgență și pacificare, autoritățile ruse de ocupație planificând să treacă porțiuni mari ale populației ucrainene prin procesul de „filtrare” după ocuparea întregii țări.

## Prezentare generală
Puterea ocupantă într-un conflict internațional are dreptul de a înregistra persoanele aflate în zona sa de control și chiar de a reține civili în anumite circumstanțe. Totuși, sistemul de filtrare al Rusiei încalcă multiple elemente ale dreptului internațional umanitar și poate implica numeroase abuzuri grave ale drepturilor omului.
Ucrainenii din zonele ocupate de Rusia sunt adesea lăsați fără posibilitatea de a fugi în teritoriul controlat de Ucraina, fiind nevoiți fie să rămână în zone care se confruntă cu condiții de trai imposibile, fie să fugă în alte zone aflate sub control rusesc sau chiar în Rusia. Pentru a intra în Rusia, mulți ucraineni sunt forțați să treacă prin „filtrare”, un proces în timpul căruia sunt interogați și li se preiau datele biometrice. În timp ce așteaptă „filtrarea”, ucrainenii sunt cazați în așa-numitele „tabere de filtrare”, înființate ad-hoc în diverse clădiri publice unde are loc „filtrarea”. După ce trec de „filtrare”, ucrainenii sunt adesea transferați forțat în Extremul Orient Rus.
Conform unui plan de ocupație rusesc care a fost făcut public, „filtrarea” era destinată să servească drept strategie de pacificare și contrainsurgență după ocuparea de către Rusia a întregului teritoriu ucrainean. Conform planurilor de ocupație, porțiuni mari ale populației ucrainene urmau să fie adunate în timpul perchezițiilor din casă în casă și trecute prin „filtrare” pentru a compila dosare cuprinzătoare de contrainformații: „Filtrarea ar fi folosită pentru a intimida oamenii, pentru a stabili dacă trebuie să fie strămutați în Rusia și pentru a pune bazele unor registre pentru a monitoriza și a perturba rețelele de rezistență”.

### Locația taberelor de filtrare
În iunie 2022, majoritatea taberelor de filtrare erau atestate a fi situate în orașe și sate din cadrul pseudo-statului marionetă Republica Populară Donețk. Taberele de filtrare au fost înființate în clădiri care anterior fuseseră publice, cum ar fi școli, centre culturale, săli de sport, centre comunitare, secții de poliție și zone improvizate de tabără.
Într-o declarație din iulie 2022 adresată OSCE, un diplomat american a afirmat că SUA au identificat cel puțin 18 locații de tabere de filtrare înființate de Rusia atât pe teritoriul ucrainean, cât și pe cel rusesc, pregătirile pentru taberele de filtrare fiind efectuate chiar înainte de începerea invaziei rusești a Ucrainei. Taberele de filtrare au fost înființate pe teritoriul ucrainean care intrase recent sub ocupație rusească de către oficiali ruși care lucrau alături de grupări proxy, a spus diplomatul american. Acesta a adăugat că taberele de filtrare au fost înființate în clădiri care fuseseră școli, centre sportive și instituții culturale. Un articol publicat de purtătorul de cuvânt polonez al Ministrului Coordonator al Serviciilor Speciale a găsit și a publicat locația a șase astfel de tabere „unde există camere de tortură rusești folosite împotriva ucrainenilor”.
În noiembrie 2024, Centrul de Investigații din Belarus, proiectul Skhemy și Radio Europa Liberă au publicat o investigație comună privind o tabără de filtrare pentru ucraineni care a existat în 2022 în Narowlya (regiunea Gomel) din Belarus.

### Primirea și detenția
Ucrainenii care fugeau au fost transferați în tabere de filtrare fără să știe, fiind informați în mod fals că sunt duși în teritoriul controlat de Ucraina. Unii sunt forțați să treacă prin „filtrare” în timp ce fug din zonele de luptă sau sunt adunați forțat în acest proces de forțele sau autoritățile de ocupație, în timp ce alții sunt de acord să se supună procesului pentru a putea intra în Rusia sau pentru a-și continua călătoria în zonele ocupate.
După sosirea în taberele de filtrare, deținuților li se spune că nu au voie să părăsească orașul în care se află tabăra până când nu trec prin „filtrare”. S-a raportat că detenția în taberele de filtrare durează de la câteva ore până la multe săptămâni.

### Condiții de viață
Condițiile de viață în tabere sunt adesea mizere. Taberele sunt prost organizate. Cei reținuți în tabere au descris că dormeau pe podele sau pe cartoane, trăiau în condiții sanitare precare, iar rațiile de mâncare erau insuficiente sau complet absente.

### „Filtrarea” și interogatoriul
În timpul filtrării, deținuții sunt fotografiați, li se iau amprentele, sunt interogați și se examinează conținutul telefoanelor lor. Sunt supuși unor interogatorii detaliate despre antecedentele personale, legăturile de familie și opiniile și loialitățile politice. Deținuții sunt întrebați dacă cunosc pe cineva care servește în armata ucraineană. Sunt întrebați despre opiniile lor politice și orice legături cu Regimentul Azov. Bărbații și, în unele cazuri, femeile sunt dezbrăcați pentru a fi examinați pentru tatuaje naționaliste ucrainene. În timpul „filtrării”, bărbații au fost supuși unor inspecții pentru a se căuta posibile urme de vânătăi de la vestele antiglonț sau de la utilizarea puștii. Oficialii implicați în procesul de „filtrare” au declarat că informațiile colectate sunt folosite pentru a popula o bază de date.
„Filtrarea” se termină de obicei într-unul din două moduri: fie deținutului i se eliberează un document care certifică faptul că a trecut de filtrare, fie este reținut pentru un interogatoriu suplimentar. Chiar și după ce au trecut de „filtrare”, unii bărbați sunt interogați din nou în timpul transferului lor din tabăra de filtrare prin zonele aflate sub control rusesc. Copiii sunt uneori separați de părinții lor și transferați separat în Rusia în timpul filtrării, ca parte a răpirilor de copii din timpul invaziei rusești a Ucrainei din 2022.

### Violență, tortură și crime
Deținuții considerați a avea legături cu forțele armate ucrainene sau cu statul ucrainean, cu opinii pro-ucrainene și/sau anti-ruse, sunt supuși relelor tratamente, detenției arbitrare, torturii și dispariției forțate. Bătăi, tortură cu electricitate și crime au fost raportate de persoane interogate în taberele de filtrare. Femeile și fetele sunt expuse riscului de abuz sexual. Un martor a declarat că personalul taberei de filtrare a forțat deținuții să depună mărturii false (învinovățind Ucraina pentru distrugerea caselor lor) în fața camerei.

### Eliberare și deportări forțate
După ce trec de „filtrare”, unii oameni sunt eliberați în cadrul RPD, în timp ce alții sunt deportați mai departe în Rusia. Persoanele care au trecut prin taberele de filtrare au declarat că au fost trimise în cele din urmă în diverse orașe din Rusia după eliberarea din tabere, mulți fiind trimiși în Extremul Orient Rus. După sosirea în Rusia, sunt de obicei plasați temporar în centre pentru refugiați înainte de a fi instruiți sau constrânși de oficialii ruși să călătorească spre alte destinații din Rusia, în timp ce unii reușesc să meargă să stea cu rude sau prieteni în Rusia, să-și aranjeze propria cazare în Rusia sau să părăsească Rusia. Oficialii ruși au făcut presiuni asupra ucrainenilor plasați în centre temporare pentru refugiați să solicite azil sau cetățenia rusă, sau să se confrunte cu detenția pe termen nelimitat în centre. Unii sunt interogați din nou de oficialii ruși după sosirea în Rusia. Ucrainenilor nu li se interzice oficial să părăsească Rusia, dar în practică se confruntă cu obstacole (uneori semnificative) în a face acest lucru. A apărut o rețea ad-hoc de activiști pentru a ajuta ucrainenii să părăsească Rusia.
Serviciile de informații ucrainene au declarat că cetățenilor ucraineni eliberați din taberele de filtrare li se oferă locuri de muncă în regiuni deprimat economic ale Rusiei de către centrele de ocupare rusești.
Mihail Mizințev, șeful Centrului Național de Management al Apărării al Rusiei, a declarat în mai 2022 că 1.185.791 de persoane au fost transferate în Rusia.

#### Rămânerea în Rusia
Rusia a adoptat măsuri pentru a facilita procesul de acordare a azilului temporar și a cetățeniei ruse ucrainenilor. În aprilie 2022, Rusia a adoptat o legislație federală care include dispoziții ce simplifică cererile de cetățenie rusă pentru ucrainenii rusofoni din Donbas. Pe 5 martie 2022, Putin a semnat un decret pentru a ajuta civilii care fug din calea ostilităților, care stabilea proceduri administrative simplificate pentru ucrainenii care intră în Rusia și solicită azil sau cetățenie. Ucrainenii care sosesc în Rusia din RPD și RPL au dreptul la o plată unică în numerar. Solicitanții de azil și refugiații din Rusia au dreptul la o serie de drepturi, inclusiv hrană și cazare temporară, precum și resurse și sprijin în găsirea unui loc de muncă și a unei locuințe; în practică, oamenii se confruntă cu obstacole semnificative în revendicarea acestor drepturi. Ucrainenii trebuie să predea pașaportul pentru a obține un permis de azil temporar fără a fi informați că au dreptul să-și recupereze pașaportul și să părăsească Rusia, ceea ce îi face pe unii să creadă că nu au voie să părăsească Rusia.

#### Evadarea din „filtrare” și deportarea forțată
Ucrainenii care au fugit în Georgia au evitat deportările forțate în orașe rusești, care se pare că sunt frecvente după trecerea prin „filtrare”. Unii ucraineni care au fost reținuți în tabere de filtrare au declarat că, informând oficialii taberei de filtrare că au planuri concrete de a merge într-un anumit oraș rusesc, au reușit să fie eliberați și li s-a spus să se descurce singuri până acolo, permițându-le astfel să scape în Georgia și să evite transferurile forțate.
Unele persoane au raportat că au trebuit să se strecoare din taberele de filtrare din Novoazovsk sau, după filtrare, din Taganrog sau Rostov-pe-Don pentru a scăpa prin țări vecine precum Georgia, în loc să fie trimise forțat în regiuni îndepărtate ale Rusiei.

## Istoric
Pe 15 martie 2022, The Guardian a relatat că martorii au declarat că trupele rusești au ordonat femeilor și copiilor să iasă dintr-un adăpost anti-bombă din Mariupol. Un martor a spus că au fost îmbarcați forțat cu autobuzul, împreună cu două sau trei sute de alte persoane, spre Novoazovsk, unde au trebuit să aștepte ore întregi în autobuze până li s-a ordonat să treacă printr-un grup de corturi spre ceea ce se numea o tabără de filtrare. Imagini din satelit au arătat un grup de corturi în Bezimenne, lângă Novoazovsk. Reprezentanți ai Republicii Populare Donețk și ai Republicii Populare Lugansk au declarat că au înființat un „oraș de corturi cu 30 de corturi”, cu o capacitate de 450 de persoane.
Ziarul guvernamental rus Rossiiskaia Gazeta a relatat că 5.000 de ucraineni au fost procesați în tabăra Bezimenne și că au efectuat verificări pentru a împiedica „naționaliștii ucraineni să se infiltreze în Rusia deghizați în refugiați, astfel încât să poată evita pedeapsa”. Un martor a spus că a fost interogată îndelung de bărbați care au spus că sunt de la FSB. A fost întrebată despre trecutul ei și a descris interogatoriul ca fiind „foarte degradant”. Grupul a fost apoi dus la Rostov.
În mai 2022, pe rețelele sociale au apărut videoclipuri cu civili ucraineni care își cereau scuze soldaților ruși, unii dintre ei spunând că au urmat un „curs de denazificare”.
În noiembrie 2022, șefa Misiunii de Monitorizare a Drepturilor Omului a ONU în Ucraina, Matilda Bogner, a raportat despre „procedurile de admitere” în colonia penală de lângă Olenivka, care implicau adesea bătăi, amenințări, atacuri cu câini, simulări de execuție, nuditate forțată, tortură electrică și posturală. Agenția ONU a raportat, de asemenea, că a primit informații despre nouă decese la Olenivka în aprilie 2022.
În decembrie 2022, Înaltul Comisar al ONU pentru drepturile omului a raportat că serviciile de securitate rusești ar fi putut să facă să dispară forțat o femeie care nu a trecut de „procesul de filtrare” în regiunea Rostov pe 10 octombrie.

## Reacții

### Rusia
Ambasada Rusiei în Statele Unite a declarat că taberele de filtrare sunt „puncte de control pentru civilii care părăsesc zona ostilităților active”.

### Ucraina
Oficialii ucraineni au comparat taberele de filtrare cu taberele de filtrare din Cecenia.

### Statele Unite ale Americii
Ambasadorul Statelor Unite la ONU, Linda Thomas-Greenfield, a declarat: „Nu trebuie să explic cu ce ne amintesc aceste așa-numite 'tabere de filtrare'. Este înfiorător și nu putem să ne abținem de la a privi”. Ea a citat rapoarte conform cărora agenții FSB au confiscat pașapoarte, cărți de identitate și telefoane mobile, precum și rapoarte despre familii ucrainene care au fost separate. Trimisul american la OSCE, Michail Carpenter, a declarat consiliului permanent al organizației că, potrivit unor informații credibile, civilii ucraineni din taberele de filtrare au fost interogați, iar cei suspectați de legături cu mass-media independentă sau cu armata au fost bătuți sau torturați înainte de a fi transferați în regiunea Donețk, „unde se raportează că sunt dispăruți sau uciși”.

### Societatea civilă
Tanya Lokshina, directoarea Human Rights Watch pentru Europa și Asia, a declarat: „Conform dreptului internațional al drepturilor omului, strămutarea sau transferul forțat nu înseamnă neapărat că oamenii au fost forțați să urce într-un vehicul sub amenințarea armei, ci mai degrabă că s-au trezit într-o situație care nu le-a lăsat de ales”. Ea a subliniat că Convenția de la Geneva interzice „transferurile forțate individuale sau în masă, precum și deportările de persoane protejate din teritoriul ocupat, indiferent de motivul lor”.
Într-un interviu acordat Current Time TV, activistul pentru drepturile omului Pavel Lisyansky a declarat că „cursurile” sunt adesea însoțite de violență fizică, presiune morală și umilință, și le-a comparat cu „reeducarea” uigurilor de către guvernul chinez, care probabil a inspirat aceste tabere și metode de filtrare. Lisyansky a mai spus că știe trei sau patru cazuri de civili ucraineni care au fost uciși și ale căror documente au fost distruse după ce au avut un conflict cu „curatorul” lor.